# 12022 Hilbert
12022 Hilbert è un asteroide della fascia principale interna. Scoperto nel 2001, presenta un'orbita caratterizzata da un semiasse maggiore pari a 2,341950 UA e da un'eccentricità di 0,106934, inclinata di 0,578102° rispetto all'eclittica. Ha un diametro di 3,031 km, un periodo di rotazione di 9,553 ore e un'albedo di 0,133.
L'asteroide è stato dedicato al matematico tedesco David Hilbert.